# Alfred Preißler
Alfred „Adi“ Preißler (* 9. April 1921 in Duisburg; † 15. Juli 2003 ebenda) war ein deutscher Fußballspieler und -trainer.

## Lebensweg
Der Arbeitersohn wuchs in der Duisburger Dickelsbachsiedlung auf, die ein bemerkenswertes Kapitel deutscher Industriegeschichte darstellt und in die „Route Industriekultur“ des Regionalverbandes Ruhr (RVR) aufgenommen wurde. Er begann seine fußballerische Laufbahn in seiner Geburtsstadt beim Duisburger SC 1900, bei dem zur selben Zeit auch der zwei Jahre ältere Toni Turek, späterer Weltmeistertorhüter von 1954, ausgebildet wurde. Bereits zu dieser Zeit soll er schon die Fähigkeit besessen haben, ein Spiel zu „lesen“ und sich auf die gegnerische Taktik einzustellen. Mit der Duisburger Stadtauswahl gewann Preißler im Jahr 1939 als 18-Jähriger in Chemnitz gegen Wanne-Eickel die deutsche Jugendmeisterschaft. In den frühen 1940er Jahren wechselte er dann zum Duisburger SpV. Nach dem Ende des Zweiten Weltkriegs, im Rahmen dessen er zur Wehrmacht eingezogen und im Russlandfeldzug eingesetzt wurde, verschlug es ihn nach Minden.
Dort lernte er seine spätere, aus Dortmund stammende Frau kennen, mit der er schließlich dorthin zog. Nach einem Gespräch mit Obmann „Männe“ Lerch sowie dem Präsidenten Rudi Lückert wechselte Preißler im Jahr 1946 zu deren Verein Borussia Dortmund. Er nahm das Angebot unter anderem deshalb an, weil es im Vereinsumfeld bessere Arbeitsplätze sowie nahrhafteres Essen gab – denn bis 1949 verdienten Spieler noch kein festes Gehalt und wurden häufig mit Kartoffeln, Gemüse oder Fleisch entlohnt. Neben zwei Meisterschaften (1956 und 1957) wurde Preißler mit dem BVB zuvor auch einmal Vizemeister. Dies war im Sommer 1949, als man sich mit dem VfR Mannheim duellierte und vor 93.000 Zuschauern im Stuttgarter Neckarstadion die „Sonnenschlacht“ in der Verlängerung verlor. Darüber hinaus führte der Duisburger die Borussia zu weiteren sechs westdeutschen Meisterschaften.
Zwischenzeitlich spielte er für Preußen Münster und bildete gemeinsam mit den Mitspielern Josef Lammers, Siegfried Rachuba, Rudi Schulz und „Fiffi“ Gerritzen den sogenannten 100.000-Mark-Sturm. Mit Münster unterlagen die fünf Offensivspieler in der Endrunde um die Meisterschaft im Sommer 1951 dem 1. FC Kaiserslautern. Preußens damaliger Vereinspräsident und Bauunternehmer Overmann hatte Preißler weiters die Möglichkeit verschafft, als Pächter eine Tankstelle zu übernehmen, nachdem er bis dahin neben dem Fußball als technischer Angestellter sein Geld verdiente.
Preißler war lange Kapitän des BVB, bestritt in der Oberliga West 241 Punktspiele und erzielte 145 Tore. Hinzu kamen 22 Spiele (14 Tore) in den Endrunden um die Deutsche Meisterschaft, zehn Einsätze (acht Tore) im Europacup und ein Einsatz (ein Tor) im DFB-Pokal-Wettbewerb. Bis heute ist Adi Preißler mit 168 Toren Rekordtorschütze des BVB, allerdings erzielte beispielsweise Manfred Burgsmüller mehr Bundesligatore als er für den Verein. In den Jahren 1949 (25 Tore) und 1950 (24 Tore) wurde er Torschützenkönig der Oberliga West.

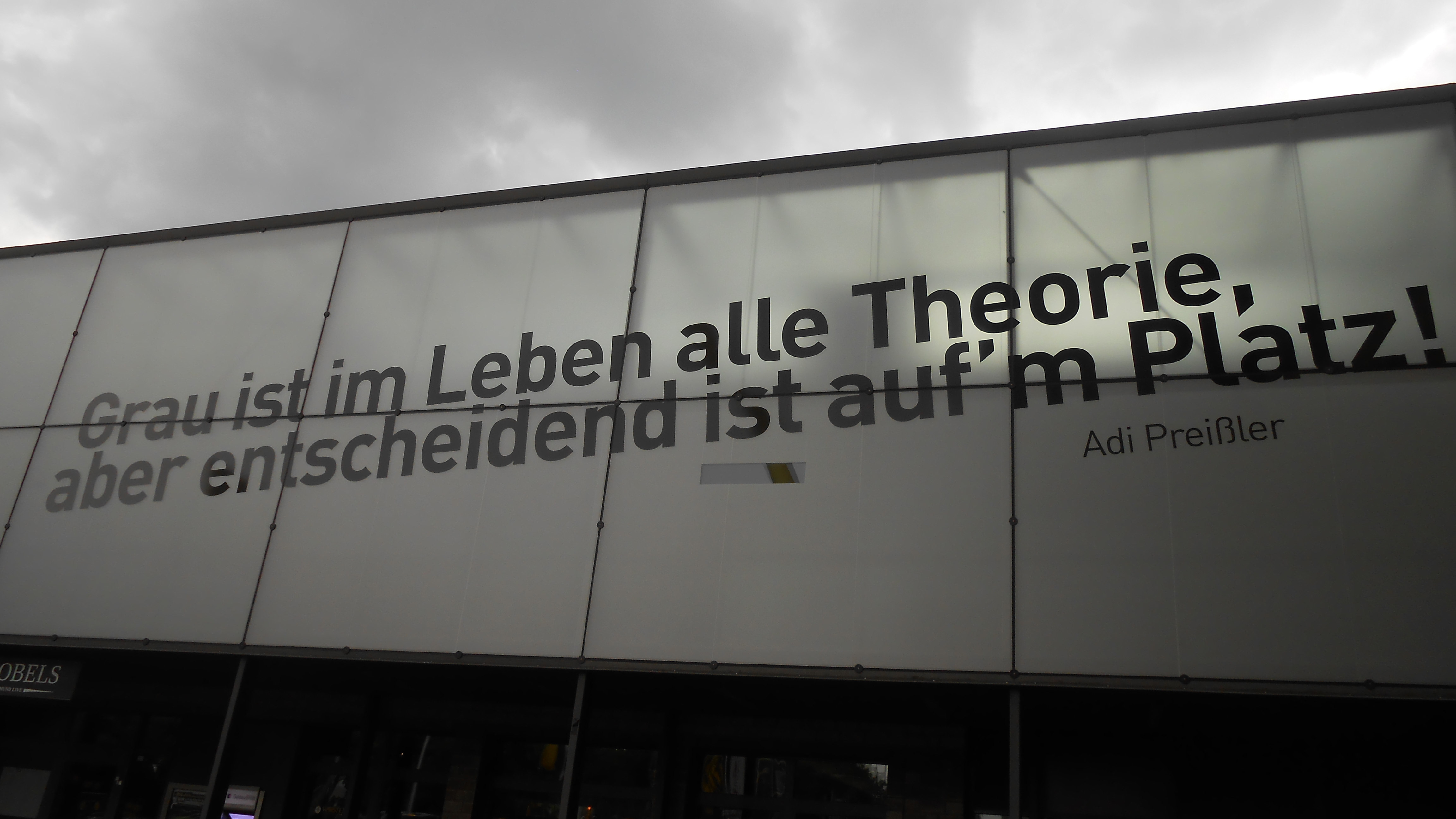
Das bekannte Preißler-Zitat, am August-Lenz-Haus/Borusseum

Gemeinsam mit Alfred Kelbassa und Alfred Niepieklo bildete er während seines zweiten Engagements bei der Borussia ein Sturmtrio, das als Die drei Alfredos gefürchtet war. Der Angreifer war beliebt bei den Zuschauern und nach seiner Rückkehr aus Münster der „Boss“ im Team, dessen klare Worte Gewicht hatten. Seinen Mitspieler „Kappi“ Kapitulski soll Preißler während eines Spiels zum einen aufgrund einer vergebenen Torchance in den Hintern getreten, ihm aber im weiteren Verlauf nach einem Torerfolg einen Kuss gegeben haben.
In der Oberliga West trugen Preißler und seine Mitspieler auch dazu bei, die Dominanz des Rivalen Schalke 04 zu brechen. Zwischen 1953 und 1957 konnten die Königsblauen kein einziges Mal mehr Oberligameister werden, stattdessen gelang dies in diesem Zeitraum den Alfredos und Dortmund dreimal. Auf dem Weg ins Endspiel um die Meisterschaft im Sommer 1956 wurden der HSV, Stuttgart und der BFC Viktoria 1889 ausgeschaltet, beim 4:2 gegen den KSC trafen dann Niepieklo, Kelbassa und Preißler jeweils einmal. Spielführer Preißler reckte im Anschluss vor den Augen von 75.000 Stadiongästen, darunter auch der Schauspieler Gary Cooper, die Schale in die Höhe und rief: „Freunde, den Kuchenteller holen wir uns nächstes Jahr wieder!“.
Ein Jahr später konnte der Triumph tatsächlich wie vorhergesagt wiederholt werden, nachdem die Schwarz-Gelben ohne Niederlage das Finale gegen den Hamburger SV im Niedersachsenstadion zu Hannover erreicht hatten. Beim 4:1 wechselten die Alfredos häufig ihre Positionen durch und sollen den Hamburgern gegenüber, die bereits nach nicht einmal einer halben Stunde schon drei Gegentreffer kassiert hatten, so überlegen gewesen sein wie selten eine Mannschaft in einem Meisterschaftsendspiel zuvor. Bereits im Frühjahr hatten aber Preißler, Kelbassa, Kapitulski und andere, die sich durchaus ihres Werts bewusst waren, noch mit Kündigungen gedroht, sollten sie nicht am finanziellen Erlös, an dem sie durch ihre Leistungen mitgewirkt hatten, angemessen beteiligt werden. Unter Max Merkel lernte der Duisburger dann noch in seinen letzten beiden Jahren in Dortmund einen gewissen Timo Konietzka auf dem Feld kennen, der später der erste Torschütze der neuen Bundesliga werden sollte.
Auch in der Nationalmannschaft wurde Preißler 1951 zweimal eingesetzt (gegen Österreich und Irland). Bundestrainer Sepp Herberger setzte aber zum einen auf Fritz Walter als „Spielmacher“, zum anderen war der treffsichere Max Morlock zu dieser Zeit als Stürmer unentbehrlich für die Mannschaft, weshalb der Duisburger nicht häufiger Berücksichtigung fand.
Als Trainer führte Preißler später die Mannschaft von Rot-Weiß Oberhausen 1969 in die Bundesliga, in der sich der Klub vier Jahre lang halten konnte, bevor er 1973 unter dem Trainer Heinz Murach wieder abstieg. Neben einem zweiten Engagement in Oberhausen stand Preißler auch für Borussia Neunkirchen und diverse regionale Amateurvereine an der Linie und war darüber hinaus bis 1987 hauptberuflich als Sportlehrer im Jugenddorf Niederrhein in Moers aktiv.
Von Alfred Preißler stammt der Ausspruch: „Grau is’ im Leben alle Theorie – aber entscheidend is’ auf’m Platz.“

## Trainer-Stationen
- 1957 Hammer SpVg
- 1958 ASSV Letmathe
- 1960–62 Borussia Neunkirchen; Oberliga Südwest; Meister 1962
- 1962–65 FK Pirmasens; OL SW 62/63; RL SW 63–65; 2. Platz 1964
- 1965–68 Wuppertaler SV; Regionalliga West
- 1968–71 Rot-Weiß Oberhausen; 68/69 Meister/Aufstieg in die Bundesliga
- 1971–73 Borussia Neunkirchen: Regionalliga Südwest; Meister 1972
- 1974–75 Rot-Weiß Oberhausen; 2. Bundesliga Nord

## Sonstiges
Ihm zu Ehren wurde die Zufahrt zum Trainingsgelände in Brackel nach ihm, Adi-Preißler-Allee, benannt.
Am Spieltag nach Preißlers Tod ehrten Dortmunder Fans ihn mit einer Choreographie. Auf einer Blockfahne war Preißlers Bild mit der Meisterschale zu sehen, daneben wurden Transparente mit seiner berühmten Fußballweisheit gezeigt.
2004 wurde er als Jahrhundert-Trainer von Rot-Weiß Oberhausen präsentiert.